# Lockheed L-749 Constellation
El Lockheed L-749 Constelación es el primer Lockheed Constelación que cruzó regularmente el Atlántico sin escalas. A pesar de que similar en aspecto al L-649 antes de que lo, el L-749 tuvo una capacidad de combustible más grande, un tren de aterrizaje más resistente, y finalmente radar de tiempo.

## Variantes

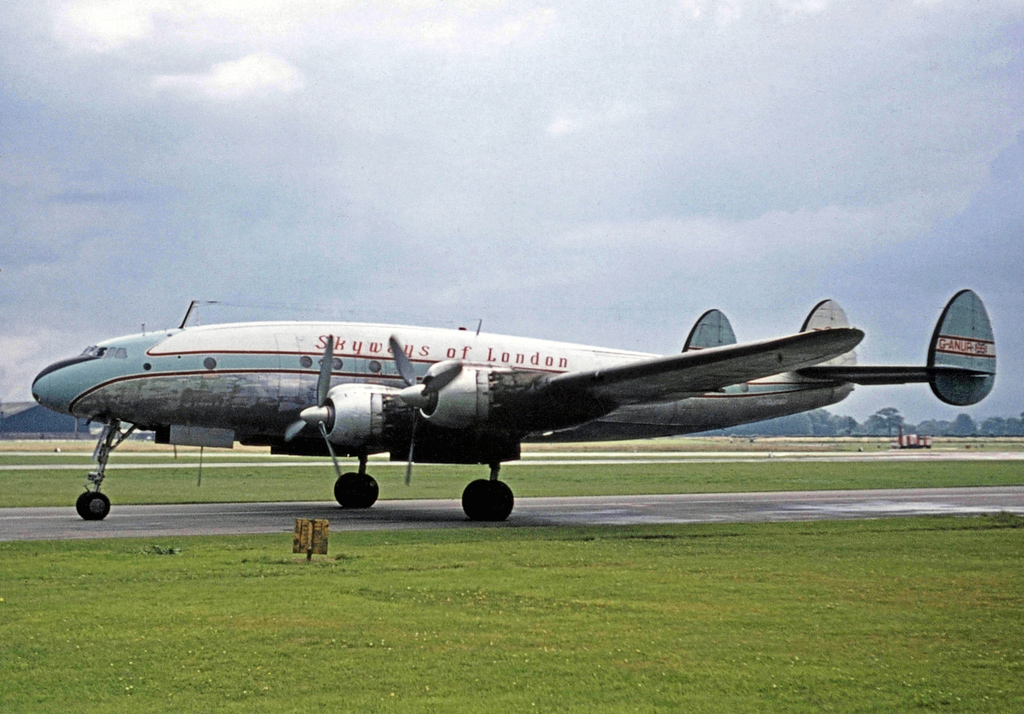
Un L-749A en el Aeropuerto de Manchester Ringway el 11 de agosto de 1963

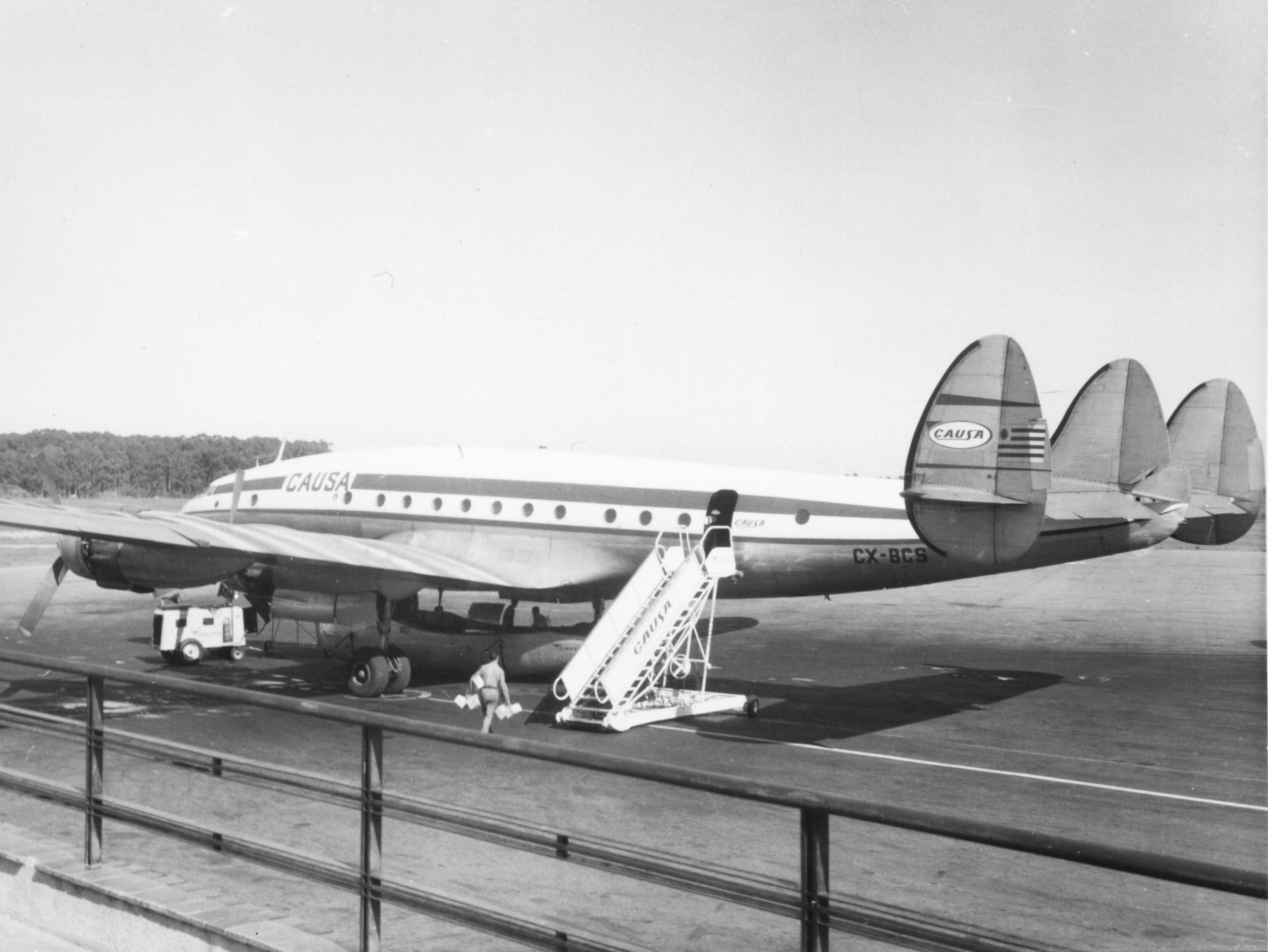
Un L-749A de CAUSA.

L-749
Versión de producción estándar, propulsado por cuatro motores radiales Wright R-3350-749C18BD-1. 60 construidos.
L-749A
Estructura reforzada y un MTOW aumentado. 59 construidos.
L-749B
Versión con turbohélice. Ninguna construida
L-849
Versión prevista de L-749 propulsado por motores Wright R-3350 TurboCompound.
L-949
Versión combi (carga-pasajeros) del L-849

## Especificaciones (L-749)
Características generales
- Capacidad: 60 - 80 pasajeros

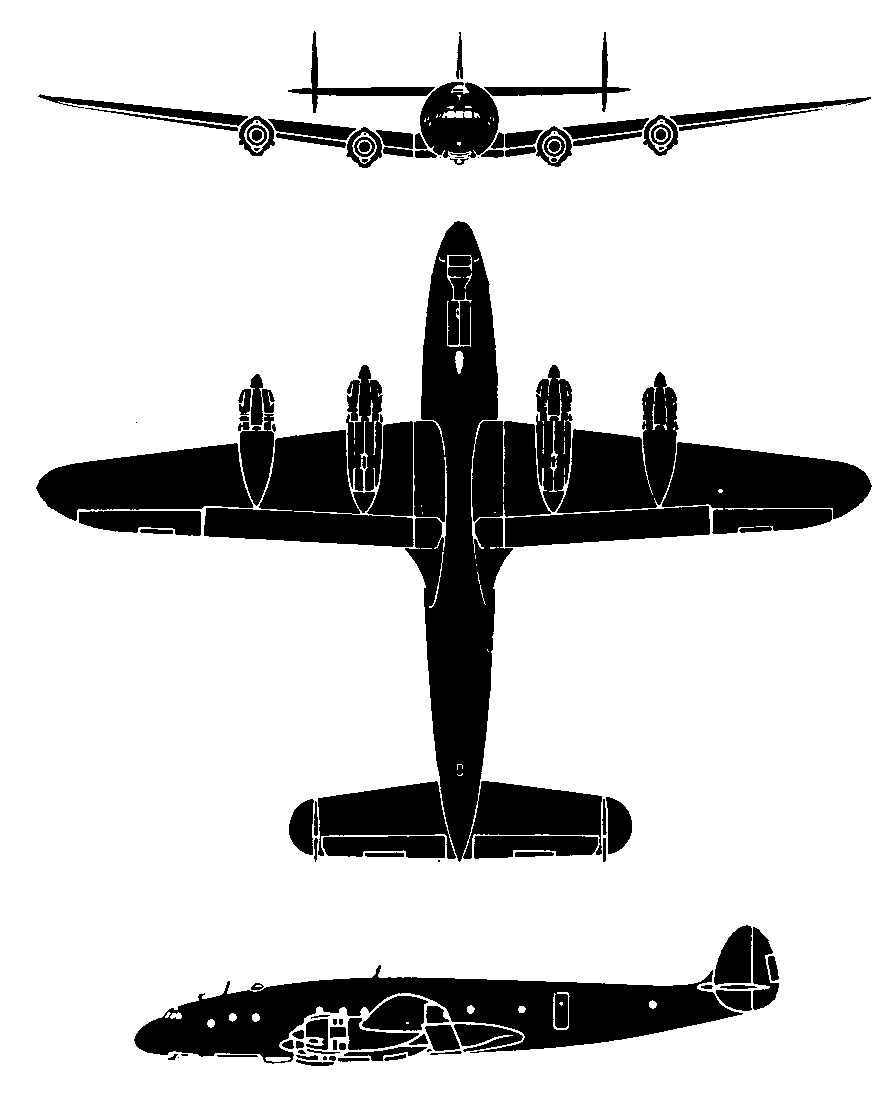

- Motores (x4): Wright R-3350 Duplex Cyclone

Características generales
- Alcance: 8.000 km
- Altitud de crucero: 7.200 m (24.000 ft.)

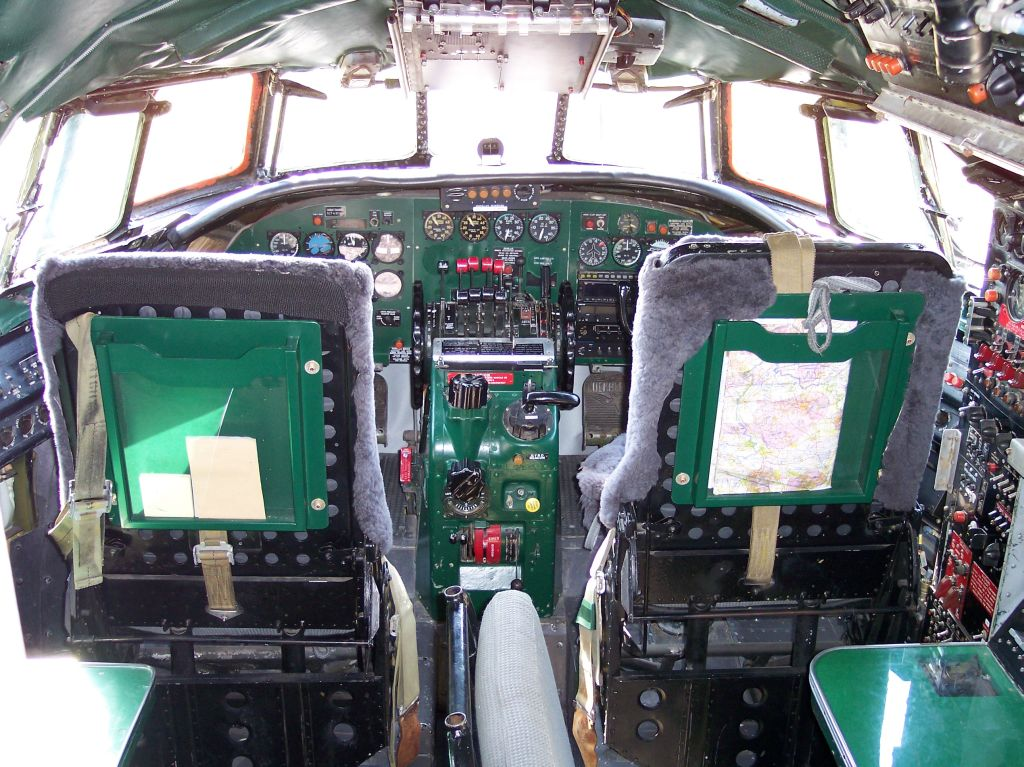
Cabina de mando de un L-749